# Twist and Shout

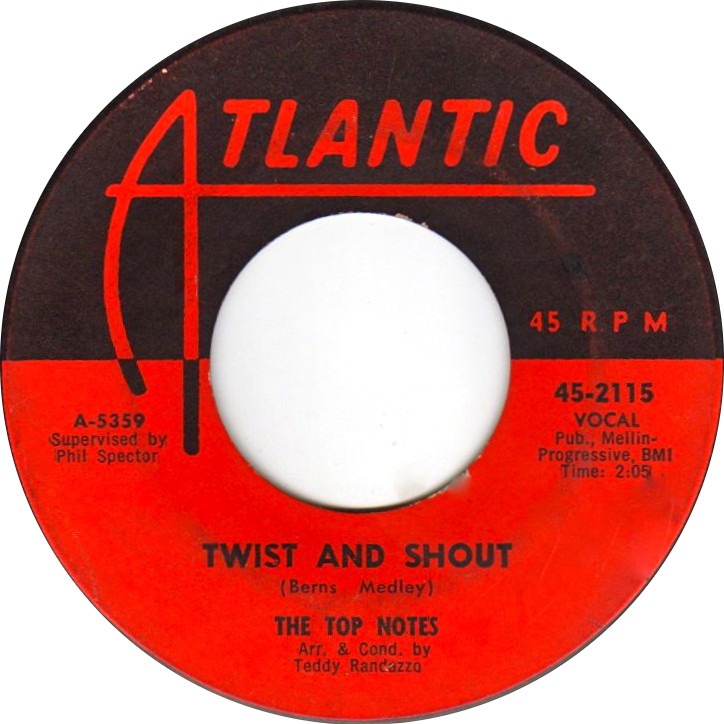
Twist and Shout, de B-kant van de single Always Late (Why Lead Me On) van The Top Notes voor de Amerikaanse markt

Twist and Shout is een nummer geschreven door Phil Medley en Bert Russell. De oorspronkelijke titel was Shake it up, baby en aldus is het opgenomen door de Top Notes. Het werd gecoverd door The Isley Brothers onder de titel Twist and Shout. Vervolgens is het gecoverd door The Beatles met John Lennon als leadzanger en uitgebracht op hun eerste album Please Please Me. De originele formatie van Peter Green's Fleetwood Mac trad in 1967 live op met hun tot 7'42 uitgewerkte versie van Twist and Shout. Dit live optreden werd uitgebracht op de 2CD box Fleetwood Mac Love That Burns The Blues Years in 2017 ter gelegenheid van het 50-jarig bestaan van Fleetwood Mac. Het nummer werd tevens gecoverd door The Mamas and the Papas als een ballad in 1967 op hun album Deliver, en op een filmsoundtrack door Cliff Richard. Het werd in 1963 ook gecoverd door Brian Poole and The Tremeloes, die met het nummer de vierde plaats haalden in de UK Singles Chart. In januari 1994 bereikten Chaka Demus & Pliers nummer 1 in de UK Singles Chart met hun versie. The Who voerden het nummer vaak op tijdens hun shows, waaronder op het Live at the Isle of Wight Festival in 1970 en in hun eigen show Who's Last in 1982. Er werd een sample gebruikt door het vrouwelijke raptrio Salt-n-Pepa in 1988. Bruce Springsteen speelde het liedje inmiddels al zo'n 400 keer sinds 1973, meestal aan het einde van een concert.

## The Beatles
Twist and shout is een single van de Engelse band The Beatles in 1964. De single kwam uit in de Verenigde Staten met There's a place op de achterkant, waar ze de tweede plaats in de Billboard Hot 100 haalde, en in een aantal andere landen, waaronder Nederland (met Do you want to know a secret op de achterkant), maar niet in het Verenigd Koninkrijk. Daar kwam Twist and shout wel uit op een ep, samen met A taste of honey, Do you want to know a secret en There's a place.

### Tracklist

#### 7" Single
Odeon O 22 581 (EMI) [de] (2-3-1964)
1. Twist and shout - 2:33
2. Boys - 2:27

Parlophone QMSP 16352 (EMI) [it] (2-3-1964)
1. Twist and shout - 2:33
2. Misery - 1:49

### Hitnotering
| Twist and shout            | Twist and shout       | Twist and shout | Twist and shout | Twist and shout |
| Hitlijst                   | Datum van binnenkomst | Week:           | 1               |                 |
| -------------------------- | --------------------- | --------------- | --------------- | --------------- |
| Tijd Voor Teenagers Top 10 | 4-7-1964              | Positie:        | 9               | uit             |

### NPO Radio 2 Top 2000
| Nummer met noteringen in de NPO Radio 2 Top 2000 | '00 | '01  | '02  | '03  | '04  | '05  | '06  | '07  | '08  | '09  | '10  | '11  | '12  | '13 | '14  | '15  | '16  | '17  | '18  | '19  | '20  | '21  | '22  |
| ------------------------------------------------ | --- | ---- | ---- | ---- | ---- | ---- | ---- | ---- | ---- | ---- | ---- | ---- | ---- | --- | ---- | ---- | ---- | ---- | ---- | ---- | ---- | ---- | ---- |
| Twist and shout                                  | 941 | 1279 | 1204 | 1285 | 1310 | 1377 | 1358 | 1259 | 1304 | 1069 | 1117 | 1124 | 1124 | 874 | 1297 | 1333 | 1285 | 1665 | 1478 | 1433 | 1682 | 1780 | 1932 |

1. ↑  Een vetgedrukt getal geeft de hoogste notering aan.
2. ↑  2000 was het eerste jaar met een notering voor dit nummer.
3. ↑  Deze tabel is bijgewerkt tot en met de laatste editie (2024).

### Op albums
Twist and shout is ook het laatste nummer op de eerste langspeelplaat van The Beatles, Please Please Me uit 1963.
Een liveversie van Twist and shout staat op de verzamel-cd Anthology 1 uit 1995. Dit was een bijzondere uitvoering, gehouden tijdens de Royal Variety Performance van 4 november 1963, waarbij Koningin-Moeder Elizabeth Bowes-Lyon en Prinses Margaret aanwezig waren. Bij de introductie van het nummer, dat als laatste werd gespeeld, zei John Lennon: ‘For our last number I'd like to ask your help: Will the people in the cheaper seats clap your hands? And the rest of you, if you'll just rattle your jewellery ...’ (‘Voor ons laatste nummer zou ik graag uw hulp inroepen. Willen de mensen op de goedkopere plaatsen in hun handen klappen? En de rest van u kan gewoon met uw sieraden rammelen...’).